# Terricciola
Terricciola ist eine Gemeinde mit 4369 Einwohnern (Stand 31. Dezember 2023) in der Provinz Pisa in der  italienischen Region Toskana. 

## Geographie

Lage von Terricciola in der Provinz Pisa

Terricciola liegt ca. 35 km südöstlich der Provinzhauptstadt Pisa und ca. 50 km südwestlich der Regionalhauptstadt Florenz in der Hügellandschaft der Colline Pisane, zwischen den Tälern der Flüsse Cascina (11 von 21 km im Gemeindegebiet). und Era (5 von 55 km im Gemeindegebiet). Der Ort liegt in der klimatischen Einordnung italienischer Gemeinden in der Zone D, 1 819 GR/G.
Ortsteile (frazione) sind, neben dem Hauptort Terricciola, die Ansiedlungen La Rosa (54 m), Morrona (190 m), Selvatelle (50 m), Soiana (146 m) und Soianella (99 m). Weitere wichtige Ortschaften (Località) sind Casanova (131 m), Chientina (117 m) und La Sterza (gehört größtenteils und südlich des Flusses zu Lajatico) (65 m).
Nachbargemeinden sind  Capannoli, Casciana Terme Lari, Chianni, Lajatico und Peccioli.

## Geschichte
Das heutige Gemeindegebiet von Terricciola war in etruskischer und römischer Zeit besiedelt, was durch mehrere Gräberfunde bezeugt ist (Tomba di Nantia, Tomba di Scannicci, Tomba del Cherubino).
Im Mittelalter wurde das Dorf, wie auch einige der anderen heutigen Ortsteile (Morrona und Soiana) befestigt, und gehörte im 12. Jahrhundert zum Territorium der Bischöfe von Volterra. Der Name Terricciola leitet sich von den Befestigungstürmen (lateinisch turris) ab. Im Jahre 1284 kam das Gebiet in den Einflussbereich von Florenz, blieb jedoch bis zur endgültigen Unterwerfung Pisas im Jahre 1406 zwischen den beiden Republiken umstritten. Als Erinnerung daran zeigt das Wappen von Terricciola zur Hälfte eine Florentinische Lilie, zur anderen Hälfte das Pisaner Kreuz.

## Kultur und Sehenswürdigkeiten

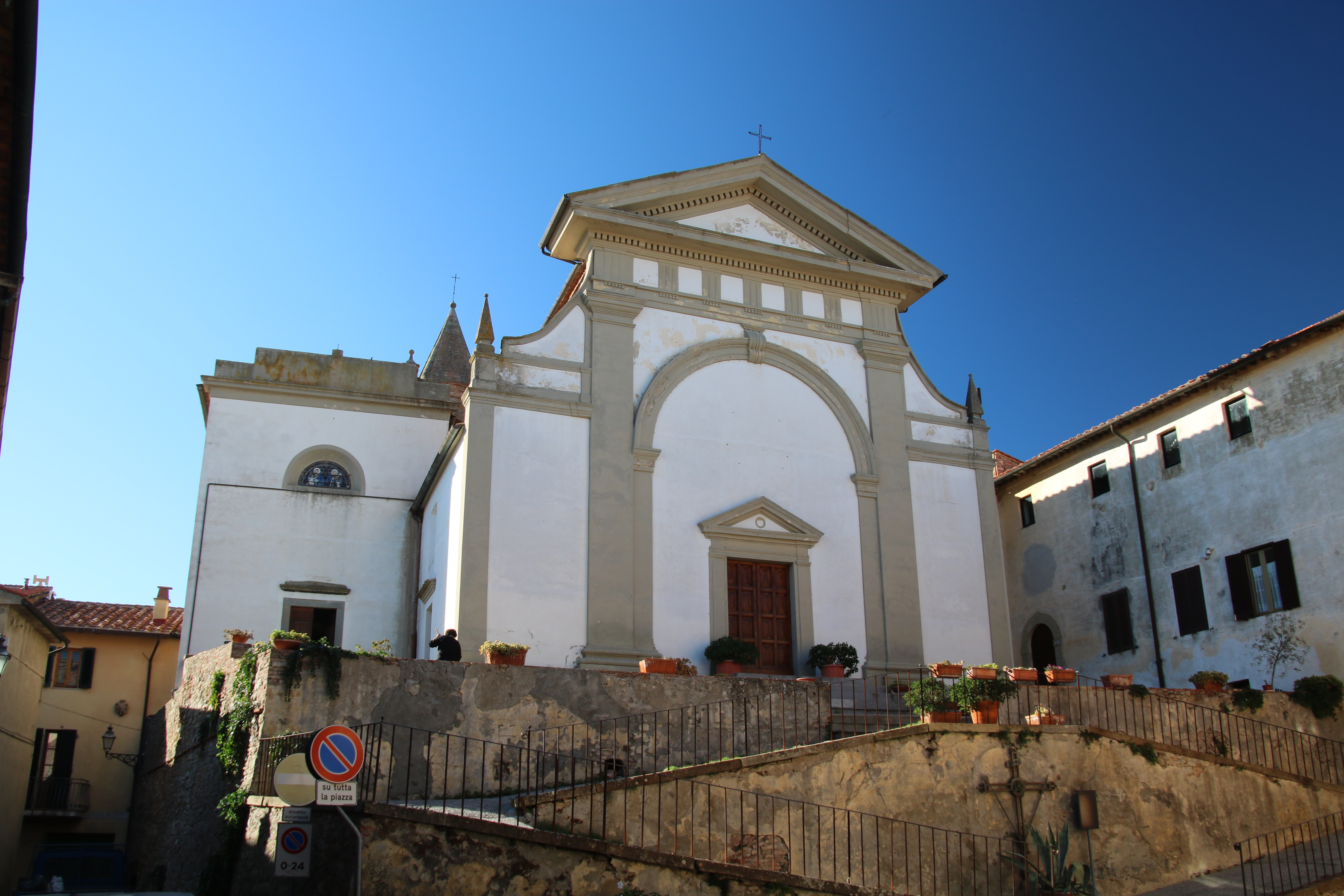
San Donato, Hauptkirche im Ortskern

### Sehenswürdigkeiten im Hauptort
Terricciola zeigt noch Reste der mittelalterlichen Befestigungsanlage, darunter einen Turmrest am nordwestlichen Teil der ehemaligen Stadtmauer. Die Parochialkirche Chiesa di San Donato liegt auf dem höchsten Punkt des Dorfes, wahrscheinlich auf Resten des ehemaligen Bergfrieds. Ihre heutige Form erhielt die Kirche im 19. Jahrhundert. Enthält das dem Antonio Domenico Bamberini zugeschriebene Werk Madonna con Bambino e santi an der Rückseite der Fassade sowie eine Flagellazione di Cristo in der Kapelle Cappella del Santissimo Sacramento (17. Jahrhundert). Das Taufbecken stammt aus dem Jahr 1807, das Gemälde der Sakristei (Madonna con Bambino) aus dem Jahr 1409. Die Villa Gherardi del Testa am Ortseingang wurde in der zweiten Hälfte des 17. Jahrhunderts als Landwohnsitz für die adelige Pisaner Familie errichtet. Das Oratorio della Compagnia della Santissima Annunziata liegt wenige Meter außerhalb der ehemaligen Stadtmauern an der Via Roma.

### Kirchen außerhalb des Ortskerns

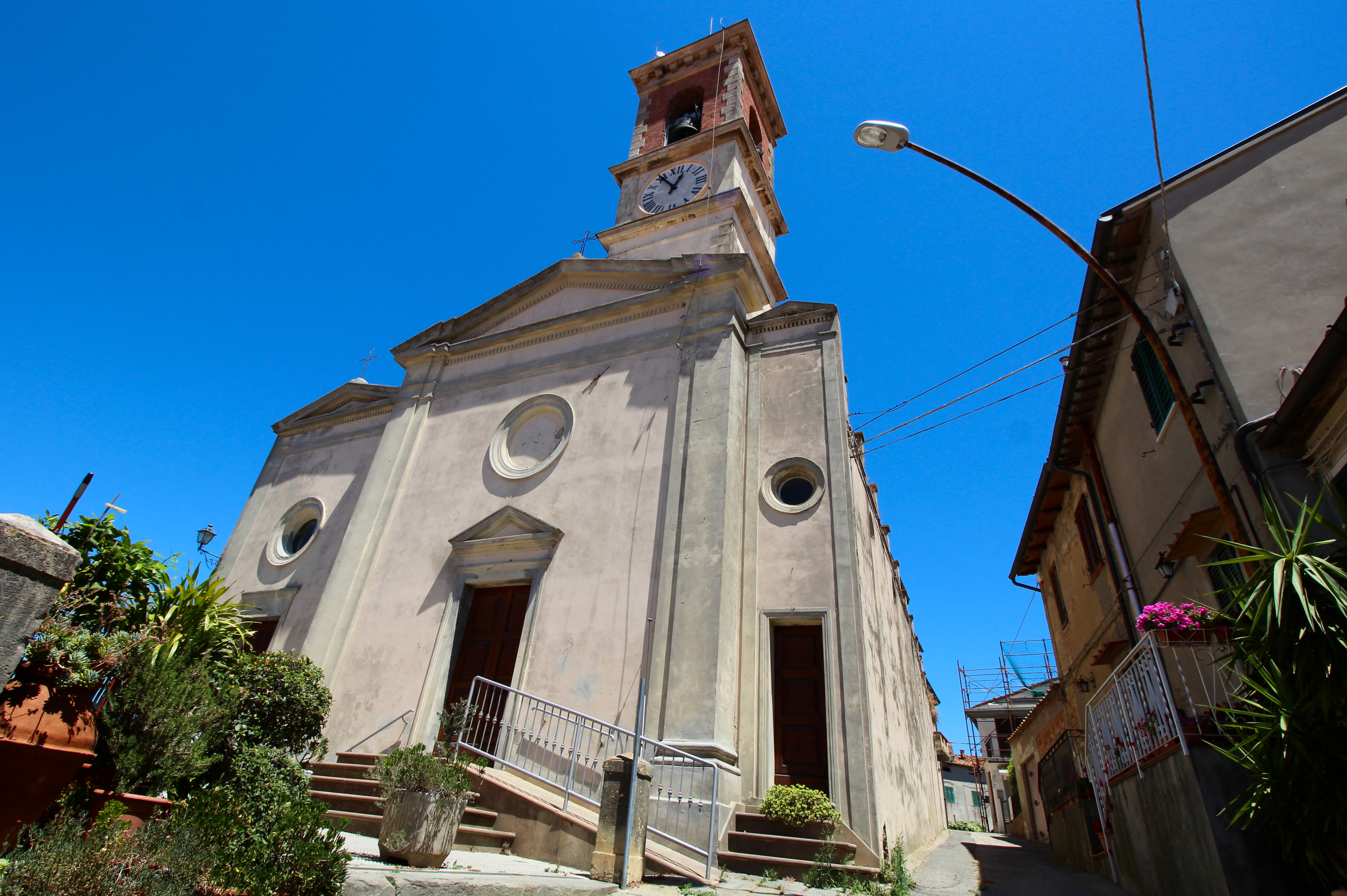
San Bartolomeo, Kirche im Ortskern von Morrona

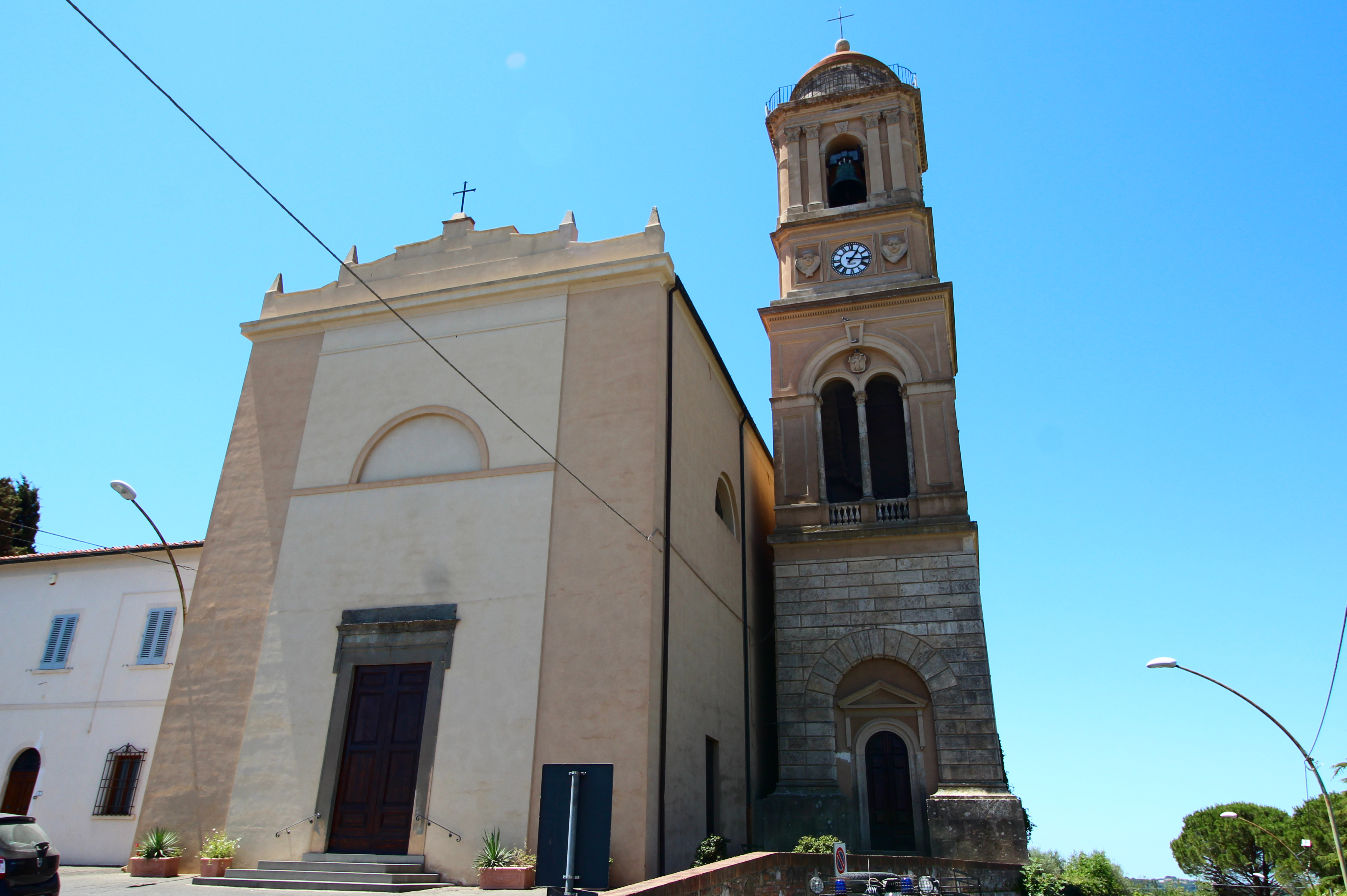
Sant’Andrea in Soiana

- Santuario della Madonna di Monterosso (auch Santuario dell’Immacolata Concezione) – Die Wallfahrtskirche liegt in der Hügellandschaft bei Castelvecchio. Die Kirche erhielt ihr heutiges Aussehen nach Restaurierungen des 18. Jahrhunderts. Im Inneren ist die Kuppel mit Fresken (Immacolata Concezione) aus dem Jahr 1875 geschmückt.[6]
- San Bartolomeo – Kirche in Casanova bei Selvatelle, die im 19. Jahrhundert wesentlich verändert wurde.
- Badia di Santa Maria – Die ursprünglich romanische Klosterkirche aus dem 12. Jahrhundert im Ortsteil Morrona wurde im 18. Jahrhundert umgebaut.
- San Bartolomeo – Kirche im Ortskern von Morrona, die im 19. Jahrhundert restauriert wurde. Enthält die Werke Martirio di San Bartolomeo (frühes 18. Jahrhundert) und Madonna con Bambino e santi (18. Jahrhundert).[8]
- San Martino – Kirche im Ortsteil Selvatelle, 1965 entstanden.[6]
- Sant’Andrea – Kirche im Ortsteil Soiana. Entstand ab 1852, um die 1846 beschädigte Kirche aus dem 13. Jahrhundert zu ersetzen. Wurde 1897 mit dem Bauabschluss des Campanile von Luigi Bellincioni fertiggestellt. Enthält eine Orgel von Nicomede Agati aus dem Jahr 1862.[6]
- San Martino – Kirche im Ortsteil Soianella

### Weitere Sehenswürdigkeiten
- Ipogei di Belvedere, Hypogäum[9]

### Regelmäßige Veranstaltungen
- Fiera di San Donato – Dorffest um den 7. August
- Festa dell’Uva e del Vino – Weinfest im September

## Wirtschaft
In der Vergangenheit lebte Terricciola ausschließlich von der Landwirtschaft. Heute gibt es zusätzlich Kleinindustrie (Holzgewerbe), wichtigster Wirtschaftszweig ist jedoch der Weinbau (Rotweine der Herkunftsbezeichnungen DOCG Chianti und Chianti Colline Pisane, sowie Weißweine der DOC Bianco Pisano di San Torpè).

## Söhne und Töchter der Gemeinde
- Tommaso Gherardi del Testa (1814–1881), Lustspieldichter